# Det Blå Danmark
Det Blå Danmark er en betegnelse for de virksomheder der, enten direkte eller indirekte, er beskæftiget med sejlads. F.eks. rederier, shippingvirksomheder, skibsværfter, havne, lodser samt virksomheder, der leverer udstyr til søfarten. Det Blå Danmark beskæftiger omkring 100.000 personer og genererede en produktion i 2014 på 335 mia. kr.